# ألبرت وايز
ألبرت وايز (بالإنجليزية: Albert Wise)‏ (28 نوفمبر 1886 بأولني في المملكة المتحدة - 1 يناير 1965 بلوس أنجلوس في المملكة المتحدة) هو لاعب كرة قدم بريطاني (وحمل سابقاً جنسية المملكة المتحدة لبريطانيا العظمى وأيرلندا) في مركز حراسة المرمى. لعب مع برادفورد سيتي وتشيلسي ونادي برينتفورد وBedford Town F.C. ‏ وWellingborough Town F.C. ‏.